# Trânsito da Virgem (Cristóvão de Figueiredo)
Trânsito da Virgem é uma pintura a óleo sobre madeira pintada por Cristóvão de Figueiredo cerca de 1525-40 e que se encontra actualmente no Museu Nacional de Arte Antiga, em Lisboa.
A pintura representa o episódio da tradição cristã da Morte da Virgem.
A composição de um grande dramatismo reflectido nos rostos compungidos dos apóstolos apresenta uma certa desordem resultante da forma como estão dispostas as cabeças destes.

## Descrição
A Virgem Maria encontra-se deitada numa cama recostada sobre almofadas segurando nas mãos uma vela. O seu rosto apresenta tonalidades apagadas sendo através do esgar da boca que o Artista foi capaz de recriar a dor e o sofrimento daquele momento. O lençol que cobre a Virgem apresenta pregas vincadas insinuando de algum modo que as suas pernas se encontram arqueadas.
São João Evangelista com túnica encarnada é quem mais perto se encontra da cabeceira da moribunda. Estão presentes doze apóstolos, nos quais se destacam São Pedro segurando um livro e presidindo à cerimónia e Santo André que agita um incensório.
Outros dois apóstolos não identificados realizam acções similares como o que está atrás de S. Pedro que segura um pequeno balde redondo dourado e o que está aos pés da Virgem que tem um livro aberto apoiado na cama ao mesmo tempo que parece dirigir-se ao santo a seu lado.
Pormenor já referido na descrição do quadro no Catálogo Provisório do Museu Nacional de Belas Artes (1883) é o facto de as moedas que se encontram representadas sobre o tamborete em primeir plan ao centro apresentarem cruz floreada e castelo, o que indica serem da época de D. João III permitindo assim situar com maior precisão a data da pintura.

## História
Luís Keil encontrou nos Arquivos da Academia de Belas Artes um registo segundo o qual em 2 de Dezembro de 1841 foram removidos para a Academia Real de Belas Artes dois quadros do século XVI, existentes na capela sepulcral de D. João I do Mosteiro da Batalha, representando a «morte de Nossa Senhora» e «S. Thomás»”.
Também no inventário do Mosteiro da Batalha, existe documento datado de 1823 que confirma aquela remoção mencionando que na capela real “(...) se acha um altar antigo com um oratório portátil que contém as Imagens do Apostolado e um retábulo do Trânsito de N. Sra., tudo em madeira. (...) Na mesma se acham fragmentos de dois retábulos em madeira; um de Santo Thomaz e outro do Infante D. Fernando.”